# 古运河石堤
古运河石堤位于中国江苏省淮安市淮安区河下街道。2006年6月9日，河下运河石堤列为第三批淮安市文物保护单位。2006年5月25日列为第六批全国重点文物保护单位——京杭大运河（2013年并为大运河）在淮安市的子项。

## 历史
石堤是一段保存完整的石堤，高5米，每块条石长0.8-1.2米，宽、厚约0.4米。石堤由平江伯陈瑄始建于明朝永乐十三年（1415）。天启四年（1624），漕抚呂兆熊、淮海道宋統殷、南河郎中朱國盛将淮安城西运河堤改为砖石工。
清朝康熙三十八年（1699），重修旧城段石堤。乾隆十六年（1751），乾隆帝南巡，命河督高斌会同总督黃廷桂、建旧城以北河下段人烟凑集之区的石堤，自漂母祠迤北石码头起至北角楼旧石工头止，长450丈，砌石11层。